# Susana Pérez-Alonso
Susana Pérez-Alonso, née Susana Pérez-Alonso y García-Scheredre à Mieres (dans les Asturies) en 1968, est une romancière espagnole.

## Publications
- Cuentos de hombres, Editorial Trave, 1999.
- Mandarina, Editorial Ekoty, 2000.
- Nada te turbe, Editorial Grijalbo, 2002.
- Nunca miras mis manos, Editorial Grijalbo, 2003.
- De la ternura, la impostura y el sexo, Editorial DeBolsillo, 2004.
- La vida es corta, pero ancha, Editorial Grijalbo, 2005.
- En mi soledad estoy, Editorial DeBolsillo, 2005.
- La fuerza de tu abrazo (sous le pseudonyme de Davinia Truman), 2006.
- Melania Jacoby, Editorial Funambulista, 2010.

## Sources
- (es) « Encuentro digital - Susana Pérez-Alonso », El Mundo,‎ 18 novembre 2003 (lire en ligne).
- (es) Lupercio González, « Susana Pérez-Alonso », Suplemento Asturias,‎ 7 avril 2011 (lire en ligne).